# Liste der höchsten Brücken
Die Liste der höchsten Brücken ordnet Brücken weltweit nach dem Höhenunterschied zwischen der Fahrbahn und dem Boden. In der Liste der größten Brücken werden die Bauwerke nach der Größe ihrer Bauteile (i. d. R. Pfeiler, Stütze) geordnet. Die Liste ist nicht aktuell, da einige Brücken, die in China inzwischen fertiggestellt wurden, noch nicht in die Liste aufgenommen worden sind.
Die Spannweite wird auch als längste Stützweite oder als lichte Weite bezeichnet. Die Länge der Brücken wird in dieser Liste nicht aufgeführt.
Die Symbolbilder in der Spalte Tragwerk haben folgende Bedeutung:
 Hängebrücke
 Schrägseilbrücke
 Hohlkastenbrücke
 Balkenbrücke
 Bogenbrücke mit abgehängter Fahrbahn
 Bogenbrücke mit obenliegender Fahrbahn
 Fachwerkbrücke
Das jeweilige Land wird mit seinem Kfz-Kennzeichen abgekürzt.
An die Liste schließt sich eine historische Liste der zu ihrer Zeit jeweils höchsten Brücken an.

## Brücken höher als 300 m über Grund
| Land | Bild            | Name                                  | Höhe über Grund m | Spann- weite m | Verkehrs- weg                          | Trag- werk | Eröffnungs- jahr | Provinz                                        | Anm.   |
| ---- | --------------- | ------------------------------------- | ----------------- | -------------- | -------------------------------------- | ---------- | ---------------- | ---------------------------------------------- | ------ |
| CHN* | Bild gesucht BW | Huajiang-Schlucht-Brücke              | 625               | 1420           | Liuzhi–Anlong Expressway               |            | 2025             | Zhenfeng, Guizhou                              | [ 1 ]  |
| CHN* |                 | Beipanjiang-Brücke (G 56) Duge Bridge | 565               | 720            | Autobahn Hangzhou-Ruili (G 56)         |            | 2016             | Yunnan / Guizhou 26° 23′ 9″ N, 104° 40′ 21″ O  | [ 2 ]  |
| CHN* |                 | Siduhe-Brücke                         | 496               | 900            | Autobahn Shanghai–Chongqing (G 50)     |            | 2009             | Hubei 30° 37′ 16″ N, 110° 23′ 43″ O            | [ 3 ]  |
| CHN* |                 | Pulibrücke                            | 485               | 628            | Autobahn Hangzhou-Ruili (G 56)         |            | 2015             | Yunnan 26° 19′ 27″ N, 104° 35′ 0″ O            | [ 4 ]  |
| CHN* | Bild gesucht BW | Jinshajiang-Brücke-Jin'an             | 461               | 1386           | Autobahn Chengdu–Lijiang (G4216)       |            | 2020             | Yunnan 26° 49′ 20″ N, 100° 26′ 30″ O           | [ 5 ]  |
| CHN* |                 | Yachibrücke                           | 434               | 800            | Qianxi Expressway (S 82)               |            | 2016             | Guizhou 26° 50′ 53″ N, 106° 8′ 13″ O           | [ 6 ]  |
| CHN* |                 | Qingshuihe-Straßenbrücke              | 406               | 1130           | Guiweng Expressway (G 69)              |            | 2015             | Guizhou 27° 1′ 48″ N, 107° 11′ 26″ O           | [ 7 ]  |
| MEX  |                 | Baluarte-Brücke                       | 402               | 520            | Carretera Federal 400                  |            | 2012             | Durango / Sinaloa 23° 32′ 3″ N, 105° 45′ 46″ W | [ 8 ]  |
| PNG  |                 | Hegigiotal-Pipelinebrücke             | 393               | 470            | Erdöl-Pipeline                         |            | 2005             | Papua-Neuguinea 6° 19′ 42″ S, 143° 6′ 19″ O    | [ 9 ]  |
| CHN* |                 | Liuguanghe-Brücke (Xiqian Expressway) | 375               | 580            | Xiqian Expressway (S 30)               |            | 2017             | Guizhou 27° 4′ 41″ N, 106° 24′ 5″ O            | [ 10 ] |
| CHN* |                 | Balinghe-Brücke                       | 370               | 1088           | Autobahn Shanghai–Kunming (G 60)       |            | 2009             | Guizhou 25° 57′ 40″ N, 105° 37′ 40″ O          | [ 11 ] |
| CHN* |                 | Beipanjiang-Brücke (Guanxing Highway) | 366               | 388            | Guanxing Highway (S 213)               |            | 2003             | Guizhou 25° 39′ 3″ N, 105° 41′ 32″ O           | [ 12 ] |
| CHN* | Bild gesucht BW | Malinghe-Brücke Fenglin               | 361               | 550            | Expressway S 65                        |            | 2021             | Guizhou 25° 4′ 31″ N, 104° 59′ 50″ O           | [ 13 ] |
| CHN* |                 | Dimuhe-Brücke                         | 360               | 538            | Autobahn Hangzhou-Ruili (G 56)         |            | 2016             | Guizhou 26° 39′ 16″ N, 105° 4′ 15″ O           | [ 14 ] |
| IND  |                 | Chenab Bridge                         | 359               | 467            | Bahnstrecke Jammu–Baramulla            |            | 2025             | Jammu und Kashmir 33° 9′ 3″ N, 74° 52′ 59″ O   | [ 15 ] |
| CHN* |                 | Liuchonghe-Brücke                     | 340               | 438            | Qianzhi Expressway (S 55)              |            | 2013             | Guizhou 26° 48′ 29″ N, 105° 53′ 7″ O           | [ 16 ] |
| CHN* |                 | Aizhai-Brücke                         | 336               | 1176           | Autobahn Baotou–Maoming (G 65)         |            | 2012             | Hunan 28° 19′ 55″ N, 109° 35′ 55″ O            | [ 17 ] |
| CHN* |                 | Lishui-Brücke                         | 330               | 856            | Autobahn Changsha–Zhangjiajie (G 5513) |            | 2013             | Hunan 29° 6′ 43″ N, 110° 15′ 43″ O             | [ 18 ] |
| CHN* |                 | Beipanjiang-Brücke (Hukun Expressway) | 318               | 636            | Autobahn Shanghai–Kunming (G 60)       |            | 2009             | Guizhou 25° 54′ 7″ N, 105° 19′ 11″ O           | [ 19 ] |
| CHN* |                 | Chishuihe-Hongjun-Brücke              | 315               | 1200           | Guyi Expressway (S 80)                 |            | 2019             | Guizhou 28° 9′ 57″ N, 106° 8′ 5″ O             | [ 20 ] |
| CHN* |                 | Najiehe-Eisenbahnbrücke               | 305               | 352            | LinZhi Eisenbahn                       |            | 2016             | Guizhou 26° 42′ 10″ N, 106° 9′ 47″ O           | [ 21 ] |
| CHN* |                 | Pingtang-Brücke                       | 305               | 550            | Yu’an Expressway (S 62)                |            | 2019             | Guizhou 25° 47′ 8″ N, 107° 3′ 33″ O            | [ 22 ] |
| CHN* | Bild gesucht BW | Kaizhouhu-Brücke                      | 305               | 1100           | Wengkai Expressway                     |            | 2021             | Guizhou 27° 11′ 57″ N, 107° 5′ 15″ O           | [ 23 ] |
| CHN* | Bild gesucht BW | Xiangjiang-Brücke                     | 304               | 560            | Zunyu Expressway                       |            | 2021             | Guizhou 27° 26′ 56″ N, 107° 15′ 52″ O          | [ 24 ] |

* nicht-offizielle Abkürzung

## Brücken zwischen 200 m und 300 m über Grund
| Land | Bild            | Name                                         | Höhe über Grund m | Spann- weite m | Verkehrs- weg                                     | Trag- werk | Bau- jahr | Provinz                                                    | Anm.   |
| ---- | --------------- | -------------------------------------------- | ----------------- | -------------- | ------------------------------------------------- | ---------- | --------- | ---------------------------------------------------------- | ------ |
| CHN* |                 | Liuguanghe-Brücke                            | 297               | 240            | Nationalstraße 321 (G321)                         |            | 2001      | Guizhou 26° 59′ 23″ N, 106° 24′ 25″ O                      | [ 25 ] |
| CHN* | Bild gesucht BW | Wujiang-Brücke (Zunyu Expressway)            | 297               | 680            | Zunyu Expressway                                  |            | 2021      | Guizhou 27° 23′ 49″ N, 107° 27′ 8″ O                       | [ 26 ] |
| CHN* | Bild gesucht BW | Wujiang-Brücke (Meishi Expressway)           | 297               | 680            | Meishi Expressway                                 |            | 2021      | Guizhou 27° 34′ 0″ N, 107° 53′ 51″ O                       | [ 27 ] |
| CHN* |                 | Qinglong-Eisenbahnbrücke                     | 295               | 445            | Schnellfahrstrecke Shanghai–Kunming               |            | 2016      | Guizhou 25° 57′ 1″ N, 105° 15′ 18″ O                       | [ 28 ] |
| CHN* |                 | Zhijinghe-Brücke                             | 294               | 430            | Autobahn Shanghai–Chongqing (G 50)                |            | 2009      | Hubei 30° 38′ 29″ N, 110° 11′ 37″ O                        | [ 29 ] |
| USA  |                 | Royal Gorge Bridge                           | 291               | 286            | Fremont-County-Road-3a                            |            | 1929      | Cañon City, Colorado 38° 27′ 41″ N, 105° 19′ 31″ W         | [ 30 ] |
| CHN* |                 | Xixihe-Brücke Qianda                         | 288               | 190            | Qianda Expressway (S 82)                          |            | 2015      | Guizhou 27° 6′ 11″ N, 105° 48′ 56″ O                       | [ 31 ] |
| CHN* |                 | Daduhe-Brücke Xingkang                       | 285               | 1100           | Yakang Expressway                                 |            | 2018      | Sichuan 29° 57′ 55″ N, 102° 12′ 54″ O                      | [ 32 ] |
| CHN* |                 | Longjiang-Brücke                             | 280               | 1196           | Baoshan–Tengchong Expressway (S 10)               |            | 2016      | Yunnan 24° 50′ 20″ N, 98° 40′ 20″ O                        | [ 33 ] |
| CHN* | Bild gesucht BW | Sunxihe-Brücke                               | 280               | 660            | Jiangxi Expressway                                |            | 2018      | Chongqing 28° 42′ 45″ N, 106° 27′ 41″ O                    | [ 34 ] |
| CHN* |                 | Beipanjiang-Eisenbahnbrücke                  | 275               | 235            | Shui-Bai-Bahn                                     |            | 2001      | Guizhou 26° 12′ 33″ N, 104° 43′ 14″ O                      | [ 35 ] |
| CHN* |                 | Yachi-Eisenbahnbrücke                        | 272               | 436            | Schnellfahrstrecke Chengdu–Guiyang                |            | 2019      | Guizhou 26° 53′ 3″ N, 106° 17′ 24″ O                       | [ 36 ] |
| F    |                 | Millau-Viadukt                               | 270               | 342            | Autoroute A 75                                    |            | 2004      | Millau, Département Aveyron 44° 4′ 48″ N, 3° 1′ 21″ O      | [ 37 ] |
| USA  |                 | Mike O’Callaghan-Pat Tillman Memorial Bridge | 270               | 323            | U.S. Highway 93                                   |            | 2010      | Arizona / Nevada 36° 0′ 45″ N, 114° 44′ 29″ W              | [ 38 ] |
| CHN* | Bild gesucht BW | Lianghekou-Stauseebrücke                     | 270               | 220            | Kreisstraße X037                                  |            | 2019      | Sichuan 30° 12′ 32″ N, 100° 59′ 4″ O                       | [ 39 ] |
| USA  |                 | New River Gorge Bridge                       | 267               | 518            | U.S. Highway 19                                   |            | 1977      | West Virginia 38° 4′ 8″ N, 81° 4′ 55″ W                    | [ 40 ] |
| CHN* |                 | Zongxihe-Brücke                              | 264               | 360            | Autobahn Hangzhou-Ruili (G 56)                    |            | 2015      | Guizhou 27° 1′ 23″ N, 105° 14′ 30″ O                       | [ 41 ] |
| CHN* |                 | Wulingshan-Brücke                            | 263               | 360            | Autobahn Baotou–Maoming (G 65)                    |            | 2009      | Chongqing 29° 30′ 1″ N, 108° 30′ 7″ O                      | [ 42 ] |
| CHN* |                 | Nanpanjiang-Eisenbahnbrücke Qiubei           | 262               | 416            | Schnellfahrstrecke Kunming–Nanning                |            | 2016      | Yunnan 24° 6′ 43″ N, 103° 35′ 7″ O                         | [ 43 ] |
| CHN* |                 | Gongshuihe-Brücke                            | 260               | 400            | Anlai Expressway (G 6911)                         |            | 2015      | Hubei 29° 56′ 44″ N, 109° 25′ 23″ O                        | [ 44 ] |
| CHN* |                 | Wujiang-Brücke Yuqing                        | 260               | 360            | Dao'an Expressway (G 69)                          |            | 2016      | Guizhou 27° 26′ 30″ N, 107° 31′ 42″ O                      | [ 45 ] |
| CHN* |                 | Glasbrücke Zhangjiajie                       | 260               | 430            | – . –                                             |            | 2016      | Hunan 29° 23′ 55″ N, 110° 41′ 54″ O                        | [ 46 ] |
| CHN* | Bild gesucht BW | Jinshajiang-Brücke-Hutiaoxia                 | 260               | 766            | Xili Expressway (G0613)                           |            | 2020      | Yunnan 27° 10′ 25″ N, 100° 5′ 4″ O                         | [ 47 ] |
| I    |                 | Viadotto Italia                              | 259               | 175            | Autostrada del Sole                               |            | 1974      | Kalabrien 39° 56′ 22″ N, 15° 57′ 37″ O                     | [ 48 ] |
| CHN* |                 | Jiangjiehe-Brücke                            | 256               | 330            | S 205                                             |            | 1993      | Guizhou 27° 17′ 56″ N, 107° 22′ 17″ O                      | [ 49 ] |
| CHN* |                 | Xixihe-Eisenbahnbrücke                       | 256               | 240            | Strecke Chengdu – Guiyang                         |            | 2019      | Guizhou 27° 6′ 58″ N, 105° 49′ 0″ O                        | [ 50 ] |
| CHN* | Bild gesucht BW | Qingjiang-Brücke-Shuibuya                    | 255               | 420            | S 245                                             |            | 2018      | Hubei 30° 26′ 2″ N, 110° 19′ 14″ O                         | [ 51 ] |
| CHN* |                 | Yangshuihe-Brücke                            | 254               | 230            | Jiangkou-Duge Expressway (S 30)                   |            | 2017      | Guizhou 27° 12′ 0″ N, 106° 52′ 4″ O                        | [ 52 ] |
| I    |                 | Viadotto Sfalassà                            | 250               | 376            | Autostrada A2                                     |            | 1972      | Kalabrien 38° 16′ 16″ N, 15° 48′ 11″ O                     | [ 53 ] |
| CHN* |                 | Mengdonghe-Brücke-Yongji                     | 250               | 268            | Longji Expressway (S 99)                          |            | 2017      | Hunan 28° 48′ 10″ N, 109° 53′ 38″ O                        | [ 54 ] |
| CHN* |                 | Azhihe-Brücke                                | 247               | 283            | Shuihuang Highway (S 314)                         |            | 2003      | Guizhou 26° 12′ 59″ N, 105° 11′ 47″ O                      | [ 55 ] |
| CHN* |                 | Beipanjiang-Brücke (Shuipan Expressway)      | 245               | 290            | Shuipan Expressway (S 77)                         |            | 2013      | Guizhou 26° 14′ 15″ N, 104° 42′ 54″ O                      | [ 56 ] |
| CHN* | Bild gesucht BW | Erlanghe-Brücke                              | 245               | 200            | Chengdu–Zunyi Expressway (G 4215)                 |            | 2013      | Guizhou 28° 11′ 15″ N, 106° 20′ 54″ O                      | [ 57 ] |
| CHN* |                 | Malinghe-Brücke-Shankun                      | 241               | 360            | Shankun Expressway (G 78)                         |            | 2011      | Guizhou 25° 9′ 24″ N, 104° 56′ 37″ O                       | [ 58 ] |
| CHN* |                 | Furongjiang-Brücke-Wulong                    | 240               | 230            | Landstraße                                        |            | 2009      | Chongqing 29° 2′ 31″ N, 107° 50′ 24″ O                     | [ 59 ] |
| CHN* |                 | Xiangxi-Jangtse-Brücke                       | 240               | 508            | Expressway S 255                                  |            | 2019      | Hubei 30° 57′ 34″ N, 110° 45′ 33″ O                        | [ 60 ] |
| CHN* | Bild gesucht BW | Jinyanghe-Brücke                             | 238               | 200            | Straße G 353                                      |            | 2021      | Sichuan 27° 42′ 20″ N, 103° 15′ 34″ O                      | [ 61 ] |
| CHN* | Bild gesucht BW | Yunwu-Brücke                                 | 235               | 480            | Duxiang Expressway (G 7611)                       |            | 2021      | Guizhou 26° 10′ 46″ N, 107° 9′ 38″ O                       | [ 62 ] |
| IR   |                 | Karun-3-Stausee-Brücke                       | 235               | 252            | Straße 72                                         |            | 2005      | Chuzestan 31° 46′ 54″ N, 50° 7′ 6″ O                       | [ 63 ] |
| CHN* | Bild gesucht BW | Murong-Brücke                                | 235               | 220            | Straße                                            |            | 2020      | Sichuan 30° 18′ 43″ N, 100° 59′ 18″ O                      | [ 64 ] |
| CHN* | Bild gesucht BW | Mengdonghe-Brücke-Zhanghua                   | 232               | 255            | Baoshan–Tengchong Expressway (S 10)               |            | 2013      | Hunan 28° 52′ 19″ N, 109° 50′ 22″ O                        | [ 65 ] |
| CHN* |                 | Wuchahe-Brücke                               | 230               | 180            | Chengdu-Zunyi Expressway (G 4215)                 |            | 2013      | Guizhou 28° 3′ 14″ N, 106° 25′ 14″ O                       | [ 66 ] |
| CHN* |                 | Nanjiang-Eisenbahnbrücke                     | 230               | 176            | Guiyang–Kaiyang Intercity Eisenbahn               |            | 2015      | Guizhou 26° 57′ 24″ N, 106° 59′ 10″ O                      | [ 67 ] |
| CHN* | Bild gesucht BW | Hongxi-Brücke                                | 230               | 265            | Lining Expressway (G 4012)                        |            | 2020      | Zhejiang 27° 33′ 50″ N, 119° 49′ 7″ O                      | [ 68 ] |
| CHN* | Bild gesucht BW | Tianjishan-Brücke                            | 230               | 120            |                                                   |            | ?         | Shanxi 36° 9′ 56″ N, 113° 38′ 52″ O                        | [ 69 ] |
| CHN* |                 | Labajin-Brücke                               | 229               | 200            | Autobahn Peking–Chengdu–Kunming (G 5)             |            | 2012      | Sichuan 29° 41′ 18″ N, 102° 48′ 46″ O                      | [ 70 ] |
| CHN* | Bild gesucht BW | Tongzihe-Brücke Zunchi                       | 226               | 200            | Rongzun Expressway (G 4215)                       |            | 2013      | Guizhou 28° 9′ 32″ N, 106° 22′ 8″ O                        | [ 71 ] |
| CHN* |                 | Shennongxi-Brücke Hurong                     | 225               | 320            | Autobahn Shanghai–Chengdu (G 42)                  |            | 2013      | Hubei 31° 9′ 4″ N, 110° 19′ 21″ O                          | [ 72 ] |
| CHN* |                 | Wuzuohe-Brücke                               | 225               | 380            | Autobahn Xiamen–Chengdu (G 76)                    |            | 2015      | Guizhou 26° 49′ 51″ N, 105° 35′ 19″ O                      | [ 73 ] |
| CHN* | Bild gesucht BW | Jipu-Brücke                                  | 225               | 60             | Straße                                            |            | 2019      | Tibet 28° 22′ 37″ N, 85° 19′ 41″ O                         | [ 74 ] |
| CHN* |                 | Zhuchanghe-Brücke                            | 224               | 200            | Autobahn Shanghai–Kunming Hukun Expressway (G 60) |            | 2009      | Guizhou 25° 47′ 43″ N, 104° 48′ 27″ O                      | [ 75 ] |
| USA  |                 | Auburn-Foresthill-Brücke                     | 223               | 263            | Foresthill Road                                   |            | 1973      | Kalifornien 38° 55′ 21″ N, 121° 2′ 19″ W                   | [ 76 ] |
| IR   |                 | Karun-4-Stausee-Brücke                       | 222               | 300            | Straße 72                                         |            | 2015      | Tschahār Mahāl und Bachtiyāri 31° 38′ 29″ N, 50° 29′ 23″ O | [ 77 ] |
| CHN* |                 | Qixinghe-Brücke                              | 221               | 200            | Biwei Expressway (S 20)                           |            | 2013      | Guizhou 27° 9′ 47″ N, 104° 56′ 4″ O                        | [ 78 ] |
| CHN* | Bild gesucht BW | Kaixiahe-Brücke                              | 220               | 220            | Guixin-Expressway (S 30)                          |            | 2016      | Guizhou 27° 33′ 0″ N, 108° 23′ 32″ O                       | [ 79 ] |
| CHN* | Bild gesucht BW | Gaofengba-Brücke                             | 220               | 200            | S 61                                              |            | 2021      | Guizhou 26° 41′ 35″ N, 104° 46′ 38″ O                      | [ 80 ] |
| MEX  |                 | Puente San Marcos                            | 220               | 180            | Carretera Federal 132D                            |            | 2013      | Puebla 20° 20′ 35″ N, 97° 57′ 41″ W                        | [ 81 ] |
| P    |                 | Viaduto do Corgo                             | 220               | 300            | Auto-Estrada Transmontana (A 4)                   |            | 2013      | Alto Trás-os-Montes 41° 16′ 42″ N, 7° 45′ 3″ W             | [ 82 ] |
| I    |                 | Viadotto Platano                             | 220               | 291            | Raccordo autostradale 5                           |            | 1978      | Campania / Basilicata 40° 36′ 55″ N, 15° 27′ 15″ O         | [ 83 ] |

| Land | Bild            | Name                                | Höhe   | Spannweite | Eröffnungsjahr | Ort                           |
| ---- | --------------- | ----------------------------------- | ------ | ---------- | -------------- | ----------------------------- |
| CHN  | Bild gesucht BW | Mangjiedu-Brücke                    | 0220 m | 0220 m     | 2009           | Yongxin Yizu Xiang (Yunnan)   |
| CHN  |                 | Weijiazhou-Brücke                   | 0220 m | 0200 m     | 2009           | Gaojiayanzhen (Changyang)     |
| CHN  |                 | Mashuihe-Talbrücke                  | 0219 m | 0200 m     | 2008           | Baiyangpingxiang (Hubei)      |
| CHN  |                 | Daninghe-Brücke                     | 0219 m | 0400 m     | 2010           | Wushan (Chongqing)            |
| CHN  | Bild gesucht BW | Houzihe-Brücke                      | 0219 m | 0220 m     | 2010           | Sandu Suizu, Guizhou          |
| CHN  |                 | Xixi-Brücke                         | 0218 m | 0338 m     | 2001           | Linquanzhen, Guizhou          |
| CHN  |                 | Xisha-Brücke                        | 0217 m | 0190 m     | 2010           | Lianghezhen (Chongqing)       |
| ZAF  |                 | Bloukrans Bridge                    | 0216 m | 0272 m     | 1984           | Nature’s Valley, Western Cape |
| USA  |                 | Phil G. McDonald Bridge             | 0213 m | 0239 m     | 1988           | Beckley                       |
| USA  |                 | Glen-Canyon-Brücke                  | 0213 m | 0313 m     | 1959           | Page (Arizona)                |
| CHN  |                 | Yesanhe-Brücke                      | 0210 m | 0200 m     | 2009           | Gaopingzhen (Jianshi)         |
| CHN  |                 | Tieluoping-Brücke                   | 0209 m | 0322 m     | 2009           | Langpingzhen (Changyang)      |
| CHN  |                 | Hutiaohe-Viadukt                    | 0209 m | 0225 m     | 2009           | Sanbanqiaozhen (Guizhou)      |
| CHN  |                 | Xiaohe-Brücke                       | 0208 m | 0338 m     | 2010           | Enshi                         |
| CHN  |                 | Shuanghekou-Brücke                  | 0203 m | 0170 m     | 2009           | Langpingzhen (Changyang)      |
| CH   |                 | Taminabrücke                        | 200 m  | 260 m      | 2017           | Pfäfers (Kanton St. Gallen)   |
| IRN  | Bild gesucht    | Karunbrücke                         | 0200 m | 0252 m     | 2006           | Bajool (Chuzestan)            |
| MEX  | Bild gesucht    | Puente San Cristóbal                | 0200 m | 0178 m     | 2006           | Ajtectic (Chiapas)            |
| JPN  |                 | Shintabisoko-Brücke                 | 0200 m | 0220 m     | 2010           | Yaotsu (Gifu)                 |
| MNE  |                 | Mala-Rijeka-Viadukt                 | 0198 m | 0151 m     | 1973           | Podgorica                     |
| CHN  |                 | Longtanhe-Talbrücke                 | 0197 m | 0200 m     | 2009           | Langpingzhen (Changyang)      |
| JPN  |                 | Brücke zum Flughafen Hiroshima      | 0195 m | 0380 m     | 2010           | Hiroshima                     |
| USA  |                 | Bidwell Bar Bridge                  | 0191 m | 0338 m     | 1965           | Oroville (Kalifornien)        |
| CHN  |                 | Drachentorbrücke                    | 0191 m | 0170 m     | 2009           | Pengshui                      |
| AUT  |                 | Europabrücke                        | 0190 m | 0198 m     | 1964           | Schönberg im Stubaital        |
| CH   |                 | Niouc-Brücke                        | 0190 m | 0190 m     | 1922           | Niouc                         |
| CHN  | Bild gesucht    | Buliuhe-Brücke                      | 0190 m | 0235 m     | 2006           | Xiangyangzhen (Guangxi)       |
| CH   |                 | Pont de Gueuroz                     | 0189 m | 098 m      | 1934           | Vernayaz                      |
| CH   |                 | Pont de Gueuroz (neu)               | 0189 m | 0109 m     | 1994           | Vernayaz                      |
| CHN  |                 | Yanjinhe-Brücke                     | 0189 m | 0174 m     | 1995           | Renhuai                       |
| D    |                 | Kochertalbrücke                     | 0185 m | 0138 m     | 1979           | Braunsbach                    |
| I    |                 | Viadotto Sente                      | 0185 m | 0200 m     | 1977           | Castiglione Messer Marino     |
| I    |                 | Ponte Cadore                        | 0184 m | 0272 m     | 1985           | Caralte (Pieve di Cadore)     |
| CHN  |                 | Wuxi-Brücke                         | 0183 m | 0160 m     | 2001           | Huangnitangzhen (Guizhou)     |
| CHN  |                 | Luojiaohe-Brücke                    | 0183 m | 0268 m     | 2001           | Dafang (Guizhou)              |
| CHN  |                 | Eisenbahnbrücke über den Qingshuihe | 0180 m | 0128 m     | 2000           | Qingshuihezhen (Guizhou)      |
| CHN  |                 | Wushan-Brücke                       | 0180 m | 0460 m     | 2005           | Wushan (Chongqing)            |
| CHN  |                 | Guozigoui-Brücke                    | 0180 m | 0360 m     | 2011           | Ili Kazak (Huocheng)          |
| CHN  |                 | Yanjinhe-Brücke                     | 0178 m | 0220 m     | 2009           | Renhuai                       |
| I    |                 | Viadotto Gorsexio                   | 0177 m | 0144 m     | 1977           | Mele                          |
| DZA  |                 | Pont Sidi M’Cid                     | 0175 m | 0160 m     | 1912           | Constantine                   |
| CHN  |                 | Tangxihe-Brücke                     | 0175 m | 0230 m     | 2009           | Yunyangzhen (Chongqing)       |
| MNE  |                 | Moračabrücke                        | 0175 m | 0190 m     | 2020           | Podgorica                     |
| D    |                 | Müngstener Brücke                   | 0107 m | 0170 m     | 1897           | Remscheid, Solingen           |

## Historisch höchste Brücken
Dies sind alle bisherigen höchsten Brücken der Welt.
| Land | Bild | Name                                    | Rekordperiode         | Höhe  | Spannweite | Überführt          | Eröffnungsjahr | Ort                 |
| ---- | ---- | --------------------------------------- | --------------------- | ----- | ---------- | ------------------ | -------------- | ------------------- |
| CHN  |      | Beipanjiang-Brücke (G 56) (Duge Bridge) | 2016–                 | 565 m | 720 m      | Autobahn G 56      | 2016           | Dugexiang           |
| CHN  |      | Siduhe-Brücke                           | 2009–2016             | 472 m | 900 m      | Autobahn G 50      | 2009           | Yesanguanzhen       |
| PNG  |      | Hegigiotal-Pipelinebrücke               | 2005–2009             | 393 m | 470 m      | Erdöl              | 2005           | Otoma               |
| CHN  |      | Beipanjiang-Brücke                      | 2003–2005             | 366 m | 388 m      | Guanxing Highway   | 2003           | Xingbeizhen         |
| CHN  |      | Liuguanghe-Brücke                       | 2001–2003             | 297 m | 240 m      | G321               | 2001           | Liu Guangzhen       |
| USA  |      | Royal Gorge Bridge                      | 1929–2001             | 291 m | 286 m      | Fußgänger          | 1929           | Cañon City          |
| CH   |      | Niouc-Brücke                            | 1922–1929             | 190 m | 190 m      | Wasserleitung      | 1922           | Niouc               |
| DZA  |      | Pont Sidi M’Cid                         | 1912–1922             | 175 m | 160 m      | Straße             | 1912           | Constantine         |
| F    |      | Pont de la Caille                       | 1839–1912             | 147 m | 183 m      | Fußgänger          | 1839           | Allonzier-la-Caille |
| E    |      | Puente Nuevo                            | 1751–1839             | 120 m | 100 m      | Straße             | 1751           | Ronda               |
| I    |      | Ponte delle Torri                       | 1350–1751             | 82 m  | 230 m      | Aquädukt           | 1350           | Spoleto             |
| E    |      | Alcántara-Brücke                        | 106–1350              | 71 m  | 29 m       | Römische Brücke    | 106            | Alcántara           |
| I    |      | Pont d’Aël                              | 3 v. Chr.–106 n. Chr. | 66 m  | 14 m       | Römisches Aquädukt | 3 v. Chr.      | Aymavilles          |

## Brücken über einem sehr hohen Abgrund
| Bild | Name              | Höhe unter Brücke m | Tiefe des Abgrundes m | Spann- weite m | Verkehrs- weg        | Trag- werk | Bau- jahr | Provinz   | Land     | Anm.   |
| ---- | ----------------- | ------------------- | --------------------- | -------------- | -------------------- | ---------- | --------- | --------- | -------- | ------ |
|      | Titlis Cliff Walk | <20                 | >500                  | 100            | Fußgängerhängebrücke |            | 1988      | Engelberg | Schweiz* | [ 88 ] |